# Перакюла (Абья)
Пе́ракюла (эст. Peraküla), ранее Пя́ракюла (эст. Päraküla) и Пя́рякюля — бывшая деревня в волости Абья уезда Вильяндимаа, Эстония. 

## История
Находилась в 30 км к юго-западу от города Вильянди.
В источниках 1722 года упоминается Peria Külla, 1797 года — Para küla, примерно 1900 года — Пяракюля.
До Второй мировой войны деревня была районом аутентичной национальной культуры, местных условий жизни и быта. На хуторе Руукле, который находился в Перакюла}, ставились пьесы; он был культурным центром деревни.
В советское время Перакюла входила в состав Абьяского сельсовета Вильяндиского района. В 1977 году, в период кампании по укрупнению деревень, стала частью деревни Сарья.

## Население
Численность населения деревни Перакюла по данным переписей населения: 
| Год  | 1959 | 1970 |
| ---- | ---- | ---- |
| Чел. | 28   | ↘ 17 |

## Известные уроженцы
- Яан Риет — фотограф.
- Пеэтер Рыйгас[эст.] — учёный-лесовод.

## Комментарии
1. ↑  Эстонские топонимы, оканчивающиеся на -а, не склоняются и не имеют женского рода (исключение — Нарва)[3].